# LB 샤토루
LB 샤토루(La Berrichonne de Châteauroux, LB Châteauroux)는 1883년에 창단된 프랑스 샤토루의 축구 클럽으로, 현재 샹피오나 나시오날에서 활동하고 있다.

## 선수 명단

### 현역
참고: FIFA 자격 규정에 따라 소속된 국가대표팀 국기를 표시합니다. 선수는 복수의 FIFA 비회원국 국적을 가지고 있을 수 있습니다.
| 번호 | 포지션 | 국적         | 이름            |
| ---- | ------ | ------------ | --------------- |
| 13   | DF     | 세네갈       | 아다마 음벵게   |
| 16   | GK     | 과들루프     | 브라이스 코냐르 |
| 21   | MF     | 모로코       | 오스만 크라비   |
| 40   | GK     | 부르키나파소 | 기시다 유스케   |

| 번호 | 포지션 | 국적 | 이름 |
| ---- | ------ | ---- | ---- |

## 역대 감독
| 감독          | 임기        |
| ------------- | ----------- |
| 조엘 바츠     | 1998 ~ 1999 |
| 장피에르 파팽 | 2009 ~ 2010 |